# Roxo (aldeia)
Roxo é uma aldeia portuguesa na Freguesia de Lorvão, Município de Penacova. Está situada numa serra a este de Coimbra com cerca de 535m de altura e é um local conhecido por ter vários miradouros, tendo vista desafogada de 360º para Coimbra, Serra da Boa Viagem, Serra da Estrela, Serra da Lousã, Serra do Buçaco.
Ao serviço da comunidade tem um Pavilhão Comunitário conhecido por CCRDR (Centro Cultural Recreativo e Desportivo do Roxo), inaugurado em 14 de Abril de 1987, e um edifício de apoio à comunidade e às festas de São Sebastião que normalmente decorrem no princípio de Agosto.
Com gentes da terra muito unida, tem muitas actividades durante o ano, destacando-se o festival de folclore, dinamizado pelo Rancho Folclórico Juventude do Roxo.

## História
Em 25 de Março de 1921, uma patrulha da GNR de Penacova intercepta uma rapariga do Roxo, com um cântaro de 20 litros de azeite no caminho para a Carapinheira da Serra, que o iria vender em Coimbra.
Resistindo à apreensão do azeite e à ordem de o mandar para o Posto da GNR, o sino tocou a rebate e o povo saiu à rua em solidariedade com a rapariga e sua família, enfrentando a GNR, que se retirou, voltando mais tarde com reforços.
Dos confrontos que se seguiram resultaram dois mortos além de vários feridos.
No dia seguinte o Roxo é varrido por forças de cavalaria e infantaria da GNR, que fazem busca casa a casa e prendem 35 pessoas.